# Cottus caeruleomentum
Cottus caeruleomentum är en fiskart som beskrevs av Kinziger, Raesly och Neely 2000. Cottus caeruleomentum ingår i släktet Cottus och familjen simpor. Inga underarter finns listade i Catalogue of Life.